# روبرت أولين باتلر
روبرت أولين باتلر (بالإنجليزية: Robert Olen Butler)‏ (20 يناير 1945، غرانيت سيتي في الولايات المتحدة)؛ أستاذ جامعي، كاتب وروائي أمريكي.

## الجوائز
- زمالة غوغنهايم

## روابط خارجية
- روبرت أولين باتلر على موقع IMDb (الإنجليزية)
- روبرت أولين باتلر على موقع إن إن دي بي (الإنجليزية)